# Поворот (фільм, 1967)
«Поворот» — радянський чорно-білий художній фільм 1967 року, знятий режисером Борисом Єрмолаєвим на Литовській кіностудії.

## Сюжет
Литовські школярі, повертаючись із екскурсії, їхали додому. Неподалік Мінська автобус потрапив під бомбардування. Війна застала хлопців далеко від дому, зненацька. Відбувається поворот у їхніх долях, пізнання найсуворіших сторін буття. А героям лише по тринадцять років. Дорога війни стикає хлопців то з дівчиною Валею, то з безіменним сержантом, і такі зустрічі неминуче залишають слід у душі кожного з них. Це фільм про передчасно втрачене дитинство, про людське порозуміння. Про «комунікабельність» людей різного віку, різних поглядів на життя. Про прагнення сердець йти назустріч один одному. Тема картини — переплетення доль, становлення характерів підлітків у перші дні війни.

## У ролях
- Леонід Неведомський — лейтенант Дубровін
- Стяпонас Космаускас — вчитель (озвучив Георгій Куровський)
- Сергій Дрейден — Андрій, сержант
- Валентина Ніколаєнко — Валя (озвучила Галина Чигинська)
- Вітаутас Томкус — шофер (озвучив Ігор Єфімов)
- Саулюс Ляуксмінас — Рімас (озвучив Станіслав Соколов)
- Альгіс Клігіс — Владас (озвучив Володимир Костін)
- Стасіс Пятраускас — Андрюс
- Лінас Кріщюнас — Теодорас (озвучив Геннадій Судаков)
- Александрас Каволюнас — Вітас (озвучив Вадим Садовников)
- Біруте Казлаускайте — Біруте (озвучила Л. Петрова)
- Дануте Казлаускайте — Дануте (озвучила Ірина Євтєєва)
- П. Цибульскас — Єронімас, брат Дануте і Біруте (озвучив С. Нікашин)
- Стасіс Дімбяліс — Пелюкас
- В. Сальджюнас — Нюрусіс
- Юозас Барісас — епізод
- Галина Даугуветіте — епізод
- Баліс Юшкявічюс — капітан на КПП
- Йонас Пакуліс — водій машини зі знарядами
- В. Пальтевс — епізод
- Б. Преображенс — епізод

## Знімальна група
- Режисер — Борис Єрмолаєв
- Сценаристи — Левас Казарінскіс, Борис Єрмолаєв, Володимир Марамзін
- Оператор — Йонас Томашявічюс
- Композитор — Альгіс Бражинскас
- Художник — Юзефа Чейчіте